# MI-8 (США)
Чорна кімната, також знана як MI-8 (англ. Military Intelligence) або Бюро шифрів, була першою в США організацією мирного часу, що займалась криптографією. Чорна кімната була передвісником утворення Агентства національної безпеки.

## Історія Чорної кімнати

### Історія створення

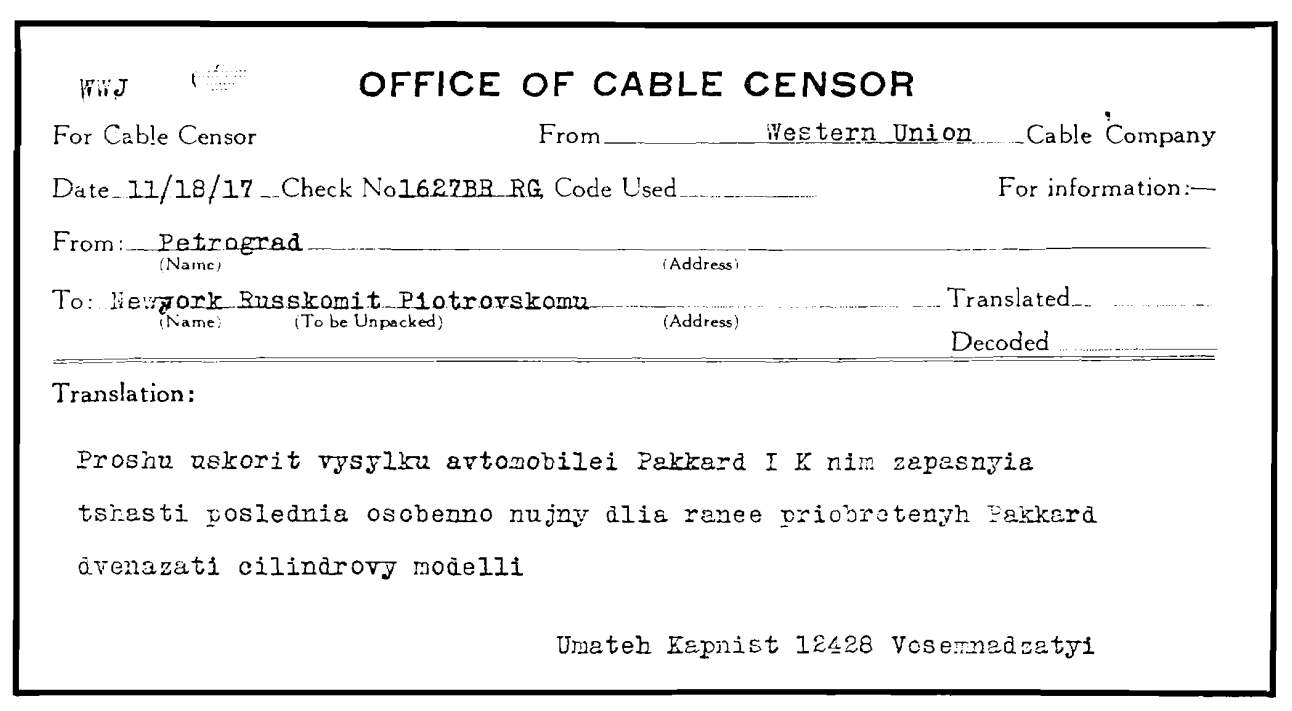
Російське повідомлення, надіслане в Бюро Шифрів для перекладу в листопаді 1917 року. Петроград просить Нью-Йорк відправити деякі запчастини для автомобілів Паккард

Очолювана Гербертом Ярдлі (1889—1958 рр.), Чорна кімната була заснована відразу після Першої світової війни. Ярдлі надано звання старшого лейтенанта корпусу зв'язку. 5 липня 1917 року він був призначений головою MI-8, криптографічного відділу військової розвідки. Спочатку званий «відділом шифрів» або «відділом кодів» військової розвідки, MI-8 розпочав свою роботу на базі Академії сухопутних військ США у Вашингтоні. Відділ складався із самого Герберта Ярдлі та двох громадських помічників. При місцевому університеті були відкриті курси по введенню в криптоаналіз. Учасникам семінарів пропонувалося ознайомитися із принципами частотного аналізу.
Протягом двох років після утворення відділу освіти, за звітами, основна взаємодія відбувалася з Державним департаментом США. Переважно матеріали надходили від корпусів радіорозвідки. Більшість досліджуваних повідомлень були перехоплені на кордоні Мексики, що відображало передокупаційний стан ранніх 1900-х.
Останні місяці війни Ярдлі провів у Європі, спостерігаючи за роботою британського й французького бюро шифрів, вивчаючи їх методи злому ворожих кодів і шифрів. До квітня 1919 року капітан Ярдлі очолював малу криптографічну групу, приєднану до американської делегації на Паризькій мирній конференції. До її складу входили довірені люди, які раніше працювали в Чорній кімнаті. За час відсутності керівника MI-8 була практично повністю ліквідована. Переконаний в необхідності збереження криптографічного агентства в мирний час, Ярдлі звертається за допомогою до директора військової розвідки. Він просить затвердити «організацію для обробки кодів і шифрів, яка б працювала на постійній основі». Передбачалося, що витрати на створення нового агентства візьмуть на себе Військове відомство й Державний департамент США.
В якості аргументів для відкриття організації Герберт Ярдлі надав наступні факти:
- за 18 місяців існування відділ розкрив 11 000 повідомлень
- виявлено 579 «стилів» шифрування
- стандартний потік листів, що піддаються перевірці на наявність прихованих повідомлень, становив близько 2000 за кілька місяців
- відділ склав величезну кількість криптографічних таблиць і кодових книг
- навчений кваліфікований склад

Важливу роль в ухваленні рішення зіграв генерал Мальборо Черчилль, голова армійської розвідки США і далекий родич Вінстона Черчилля. Він прочитав післявоєнний засекречений звіт Герберта Ярдлі під назвою «Коди і шифри. Дослідження і злом». Генерал Черчилль був упевнений, що США не повинні втрачати такий важливий ресурс. 17 травня 1919 року було ухвалено рішення про затвердження першої в США криптографічної організації мирного часу. Дещо пізніше вона стане знана як Американська Чорна Кімната.

### Фінансування
Після того, як вирішено було в 1919 році створити організацію, зарплата глави Чорної кімнати становила $6000 на рік. П'ятдесят експертів в області криптографії і шифрів отримували в межах $2000. Були найняті 25 клерків при заробітній платі $1200. Затверджений річний бюджет склав $100 000, 40 відсотків якого взяв на себе Державний департамент США. Решту покривало військове відомство.

### Закриття Чорної кімнати
Попри успіхи і очевидну корисність Чорної кімнати, в 1924 році Державний департамент США істотно скоротив фінансування. Потім, у 1929 році, пост державного секретаря США зайняв Генрі Стімсон. Стімсон не схвалював шпигунство і будь-які потайні дії. Практично відразу після вступу на посаду він випустив директиву під назвою «Джентльмени не читають чужу пошту».
Американська Чорна кімната була закрита 1 листопада 1929 року.

## Дислокація
| Розташування                                | Час в'їзду       | Підстава переїзду                      |
| ------------------------------------------- | ---------------- | -------------------------------------- |

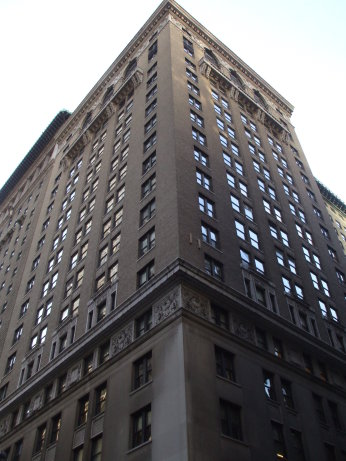
Останнє розташування Чорної кімнати

| Академія сухопутних військ США у Вашингтоні | літо 1917 року   | відкриття відділення                   |
| 3 East 38th Street                          | літо 1919 року   | «Вашингтон був переповнений шпигунами» |
| 141 East 37th Street                        | липень 1920 року | закінчення оренди                      |
| 52 Vanderbilt Avenue                        | 1924 рік         | істотне скорочення штату               |

## Склад
По мірі збільшення значущості, Бюро шифрів було поділено на п'ять секцій: відділ складання кодів і шифрів, відділ зв'язку, відділ стенографії, відділ секретних чорнил і відділ злому кодів і шифрів. На своєму піку розвитку в листопаді 1918 року, в останній місяць війни, в  MI-8 працювала 151 особа:
- 18 офіцерів;
- 24 цивільних криптографи;
- 109 друкарок і стенографісток.

Одним з цивільних найманих працівників був поет Стівен Вінсент Бене, який пропрацював у листопаді 1918 року протягом семи днів.

## Ключові справи
Більшість матеріалів MI-8 приходило з Військового Відомства і Державного департаменту. Далі, користуючись післявоєнним законом про цензуру, агентство отримало доступ до всіх повідомлень, переданих комерційним телеграфом. Решта матеріалів надходили після радіоперехоплення або вилучення пошти. Типовий запит в «Бюро Ярдлі» виглядав наступним чином: 
 Шановний пане Ярдлі, додаю копії двох підозрілих телеграм. Буду вдячний, якщо ви проаналізуєте їх зміст. — лист від 8 лютого 1918 роки від Леленд Харрісона
У більшості випадків підпис не відповідав дійсності, авторизація проводилася за спецсимволами, певним внутрішнім протоколом агентства.

### Справа Вітцке
За лічені місяці МІ-8 під керівництвом Ярдлі зламав майже всі дипломатичні і військові коди Німеччини. Одним із знакових успіхів стала розшифровка повідомлення, знайденого при Лотарі Вітцке, німецького диверсанта, заарештованого при перетині кордону Мексики. В рукаві його куртки була знайдена 424-буквена криптограма. Відкритий текст довів, що Вітцке був німецьким диверсантом, відповідальним за саботаж на Військово-морській корабельні Маре-Айленд поблизу Сан-Франциско, і, можливо, причетним до вибуху в гавані Нью-Йорка в червні 1916 року. Вітцке був підданий тортурам і засуджений до смертної кари, ставши єдиним німецьким агентом засудженим з такою суворістю. Пізніше, у листопаді 1923 року, Президент Калвін Кулідж помилував Вітцке, незадовго до призначеної дати страти.

### Міжнародні конференції
Чорна кімната зіграла істотну роль в досягненні угод з Японією на Вашингтонській конференції 1921 року. Злом японських шифрів зазвичай називають головним досягненням Чорної кімнати і однією з причин її закриття.
Чорна кімната розшифровувала перехоплені повідомлення між японськими дипломатами і урядом. Ще істотнішим було те, що розшифровці також піддавалися повідомлення союзників США, що давало великі переваги представникам американської делегації на конференції.
Позиція США полягала в зниженні кількості озброєнь до 10:6. Японські представники наполягали на співвідношенні 10:7. Однак, Чорна кімната розкрила факт про те, що японський уряд дозволив делегації в разі потреби поступитися позицією до 10:6. США залишалося тільки наполягати на своєму.

### Справа ЧК
Чорна кімната зламала так звані коди «Чека» (Cheka). Маються на увазі внутрішні коди ВЧК. Після вдалого злому, агентству було доручено зайнятися Японськими дипломатичними кодами.

## Згадки в літературі
Організації, подібні Чорній кімнаті, рідко висвітлюються в літературі в достатньому обсязі. Закриття організації на піку її професійної спроможності, вивела МІ-8 із загального ряду. Ярдлі, не маючи жодного офіційного громадянського статусу, ні пенсійних привілеїв, виявився безробітним при активній стагнації економіки, початку Великої депресії. Ярдлі повернувся в рідне місто, де розпочав писати книгу, що стала згодом бестселером і найвідомішою книгою в області криптографії. Масштаб подробиць опису конфіденційної інформації в книзі «The American black chamber» був описаний в газеті «The Saturday Evening Post» наступним чином: «уявіть, що співробітник Агентства національної безпеки видав інформацію про всі розвідувальні операції агентства за останні 12 років, всю техніку і масштабні успіхи, структуру, фінансування. Уявіть, що розкриті методи розшифровки і внутрішньосистемні повідомлення союзників»